# Notre-Dame-de-la-Merci
Pour les articles homonymes, voir Merci et Notre-Dame.
Ne doit pas être confondu avec Notre-Dame de la Merci.
Notre-Dame-de-la-Merci est une municipalité du Québec (Canada) située dans la municipalité régionale de comté (MRC) de la Matawinie dans la région administrative de Lanaudière.

## Toponymie
La municipalité est nommée en l'honneur de la dévotion à Notre Dame de la Merci. Cette dévotion a vu le jour dès le XIIIe siècle avec la fondation de l'Ordre de la Merci par Pierre Nolasque et Raymond de Peñafort.

## Géographie
La partie sud du lac Ouareau est situé dans le nord-ouest de la municipalité.
La rivière Dufresne coule dans l'ouest de la municipalité vers l'est jusqu'à sa confluence avec la rivière Ouareau qui traverse la municipalité du nord-ouest au sud-est. À partir du lac Beaulne, dans le sud-ouest de la municipalité, la rivière Beaulne coule vers l'est.
La rivière Versaille traverse la limite sud-est de la municipalité du sud-est vers le nord-est.

## Démographie
| 1991 | 1996 | 2001 | 2006  | 2011 | 2016 | 2021  |
| ---- | ---- | ---- | ----- | ---- | ---- | ----- |
| 535  | 726  | 811  | 1 056 | 978  | 905  | 1 097 |

## Administration
Les élections municipales se font en bloc pour le maire et les six conseillers.
| Notre-Dame-de-la-Merci Maires depuis 2002                                                                            |                  |         |          |
| Élection | Maire            | Qualité | Résultat |
| 2002 | Ronald Kendall   |         | Voir     |
| 2005 | Julien Alarie    |         | Voir     |
| 2009 | Julien Alarie    | Voir    |          |
| 2013 | Roxanne Turcotte |         | Voir     |
| 2017 | Isabelle Parent  |         | Voir     |
| 2021 | Isabelle Parent  | Voir    |          |
| Élection partielle en italique Depuis 2005, les élections sont simultanées dans toutes les municipalités québécoises |                  |         |          |

## Jumelages

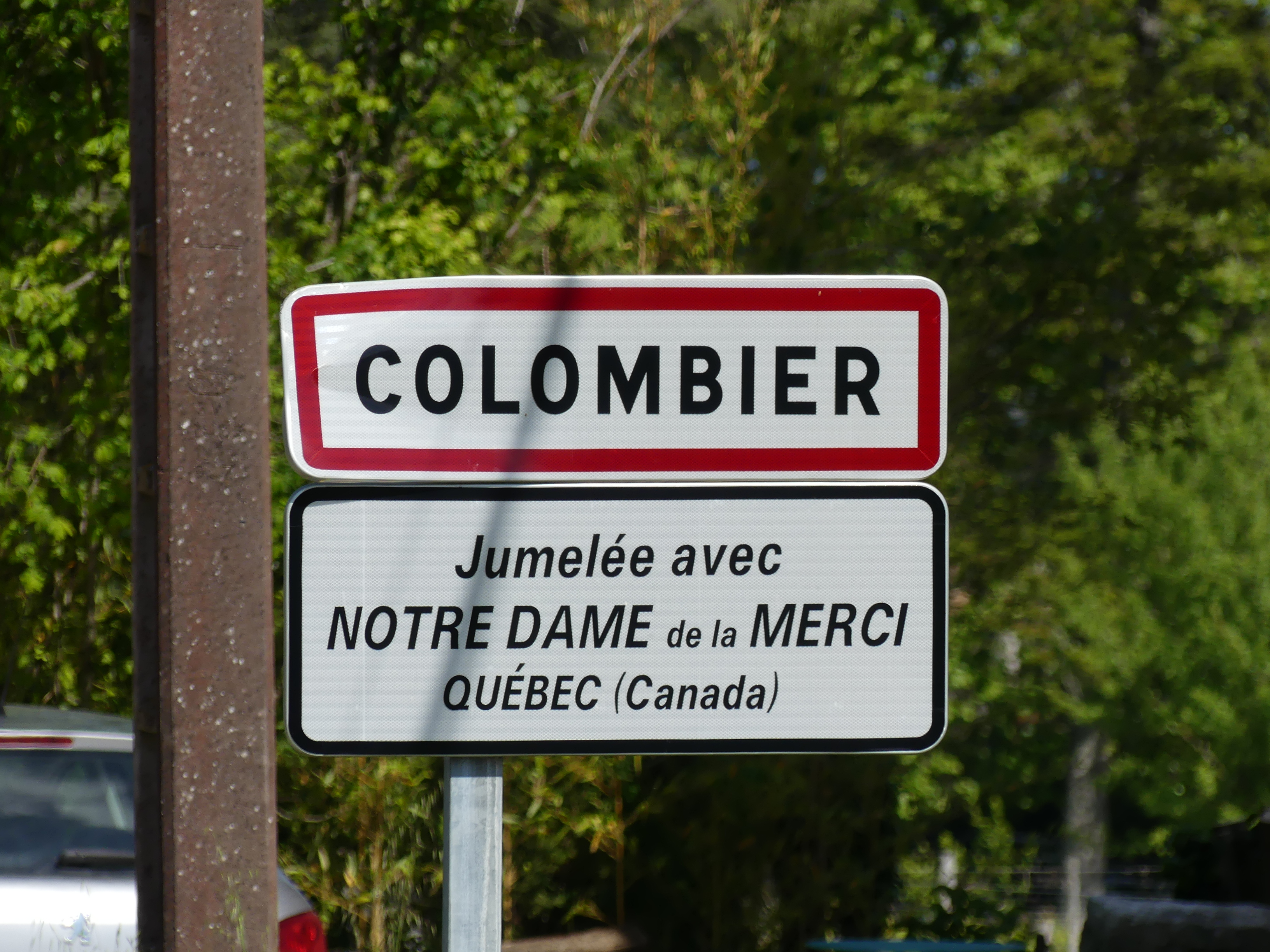
Panneau de jumelage à Colombier, en France.

- Colombier (Dordogne) (France)

## Éducation
La commission scolaire des Samares administre les écoles francophones :
- Notre-Dame-de-la-Merci — Saint-Émile (pavillon Notre-Dame-de-la-Merci)[7]

La commission scolaire Sir-Wilfrid-Laurier administre les écoles anglophones :
- école primaire Rawdon à Rawdon[8] ;
- école secondaire Joliette à Joliette[9].

## Personnalités
Raymond Daviault, ancien joueur de la Ligue majeure de baseball, a vécu ses dernières années à Notre-Dame-de-la-Merci.